# Siete Aguas
Siete Aguas, en castillan et officiellement (Setaigües en valencien), est une commune d'Espagne de la province de Valence dans la Communauté valencienne. Elle est située dans la comarque de la Hoya de Buñol et dans la zone à prédominance linguistique castillane.

## Géographie

Localisation de Siete Aguas
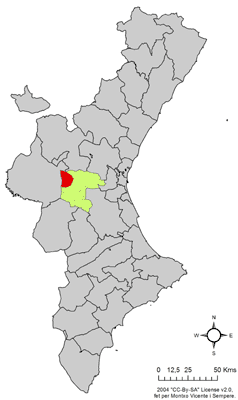
dans la Communauté valencienne.
dans la comarque de la Hoya de Buñol.

### Localités limitrophes
Le territoire municipal de Siete Aguas est voisin de celui des communes suivantes :
Requena, Chera, Gestalgar, Chiva, et Buñol, toutes situées dans la province de Valence.

## Histoire

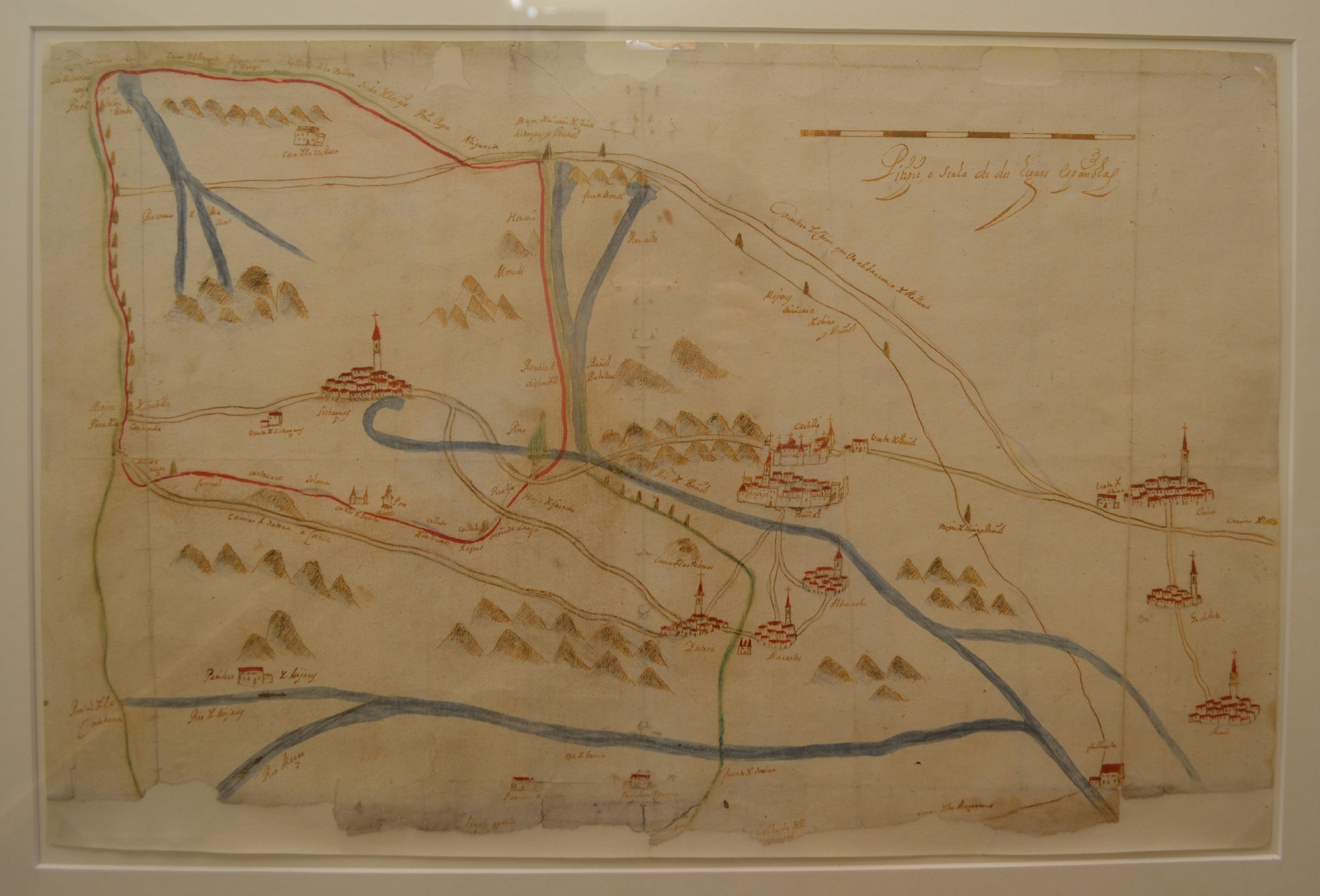
Carte des territoires communals de Siete Aguas, Buñol, Chiva et Macastre (1721).

## Démographie
| 1990  | 1992  | 1994  | 1996  | 1998  | 2000  | 2002  | 2004  | 2006  |
| ----- | ----- | ----- | ----- | ----- | ----- | ----- | ----- | ----- |
| 1.211 | 1.067 | 1.075 | 1.074 | 1.062 | 1.282 | 1.206 | 1.232 | 1.256 |

## Administration
Liste des maires, depuis les premières élections démocratiques.
| Législature | Nom du Maire                 | Parti politique |
| ----------- | ---------------------------- | --------------- |
| 1979-1983   | Agapito Más Tarín            | PSPV-PSOE       |
| 1983-1987   | Agustín García Martínez      | PSPV-PSOE       |
| 1987-1991   | Agapito Más Tarín            | PSPV-PSOE       |
| 1991-1995   | Guillermo Zahonero Rodriguez | UV              |
| 1995-1999   | Guillermo Zahonero Rodriguez | UV              |
| 1999-2003   | Guillermo Zahonero Rodriguez | PP              |
| 2003-2007   | Rafael Zahonero Ferrer       | PP              |
| 2007-2011   |                              |                 |

### Sources
- (es) Cet article est partiellement ou en totalité issu de l’article de Wikipédia en espagnol intitulé « Siete Aguas » (voir la liste des auteurs).